# قسم بزكش الريفي (مقاطعة أهر)
قسم بزكش الریفي (بالفارسية: دهستان بزکش) هي منطقة سكنية تقع في إيران في قسم. يقدر عدد سكانها بـ 4,900 نسمة .